# Зак і Мірі знімають порно
Зак і Мірі знімають порно (англ. Zack and Miri Make a Porno) — американська романтична комедія 2008 року. Режисер і сценарист фільму — Кевін Сміт. У головних ролях знялися Сет Роґен та Елізабет Бенкс.
Прем'єра фільму відбулася на Міжнародному кінофестивалі в Торонто 7 вересня 2008 року. В США фільм вперше було показано 31 жовтня, в Україні — 27 листопада 2008 року.

## Сюжет
Зак Браун і Міріам Лінкі — найкращі друзі, однокласники в минулому, винаймають одну квартиру. Обидва не змогли досягти висот у житті, тому їм нема чим похвалитися на зустрічі однокласників. Збираючись на зустріч, Мірі приміряла різні наряди. Двоє хлопців зняли на телефон її панталони. Вже ввечері це відео стало популярним. Раптово в помешканні Зак і Мірі відключають воду, світло й утеплення: їм немає чим сплатити борги. Тоді Зак підкидає Мірі ідею — вони знімуть порнофільм і продадуть його. Повагавшись, Мірі погоджується — адже іншого виходу сплатити борги в них наразі нема.
Спочатку вони знімають окреме приміщення для зйомок, знаходять команду. Проте згодом будівлю зносять, тому друзі вимушені проводити фільмування в кафе, де вони й працюють. Після того, як Мірі з Заком знімають сцену, вони усвідомлюють, що закохані один в одного, проте не наважуються сказати про це. Через ревнощі Зак виїздить із квартири й працює на атракціонах. Проте його співробітник знаходить Зака, щоб умовити його повернутися до Мірі — адже вона також закохана в нього й відмовилася далі зніматися із кимось ще.

## У головних ролях
- Сет Роґен — Зак Браун;
- Елізабет Бенкс — Міріам Лінкі;
- Крейг Робінсон — Ділані — співпрацівник Зака;
- Джейсон Мьюз — Лестер — хлопець, який тимчасово оселяється у квартирі Мірі замість Зака;
- Трейсі Лордс — Бульбашки;
- Джефф Андерсон — Дікон;
- Кеті Морган — Стейсі;
- Ріккі Мейб — Баррі;
- Джастін Лонг — Брендон Ренді;
- Брендон Рут — Боббі Лонг

## Кінокритика
На сайті Rotten Tomatoes кінофільм отримав 119 схвальних відгуків і 64 несхвальних — загальний рейтинг становить 65 %.
На сайті Metacritic рейтинг фільму становить 56 (33 критичними відгуками).